# Trữ Ba
Trữ Ba (sinh tháng 10 năm 1944) là chính khách nước Cộng hòa Nhân dân Trung Hoa. Ông từng giữ chức Bí thư Khu ủy Khu tự trị Nội Mông Cổ, Chủ nhiệm Ủy ban Thường vụ Đại hội đại biểu nhân dân Khu tự trị Nội Mông Cổ và Tỉnh trưởng Chính phủ Nhân dân tỉnh Hồ Nam.

## Tiểu sử
Trữ Ba sinh tháng 10 năm 1944, người thành phố cấp huyện Đồng Thành, tỉnh An Huy. Tháng 9 năm 1962 đến tháng 9 năm 1967, ông học khoa công trình thủy lợi tại Đại học Thiên Tân. Ông ở lại trường chờ được tổ chức phân công công tác từ tháng 9 năm 1967 đến tháng 8 năm 1968. Tháng 10 năm 1969, ông gia nhập Đảng Cộng sản Trung Quốc.
Tháng 7 năm 1984, ông được bổ nhiệm làm Phó Bí thư Thành ủy, Thị trưởng thành phố Nhạc Dương, tỉnh Hồ Nam. Tháng 2 năm 1986, ông được bổ nhiệm giữ chức Bí thư Thành ủy Nhạc Dương. Tháng 8 năm 1990, ông kiêm nhiệm chức vụ quyền Thị trưởng thành phố Nhạc Dương. Tháng 3 năm 1991, ông được bổ nhiệm giữ chức Phó Tỉnh trưởng Chính phủ Nhân dân tỉnh Hồ Nam. Tháng 2 năm 1993, ông kiêm nhiệm vị trí Ủy viên Ban Thường vụ Tỉnh ủy Hồ Nam. Tháng 1 năm 1994, ông được bổ nhiệm làm Phó Bí thư Tỉnh ủy Hồ Nam. Tháng 9 năm 1998, ông được bổ nhiệm giữ chức vụ Phó Bí thư Tỉnh ủy, quyền Tỉnh trưởng Chính phủ Nhân dân tỉnh Hồ Nam. Tháng 2 năm 1999, ông chính thức được bầu làm Tỉnh trưởng Chính phủ Nhân dân tỉnh Hồ Nam. Tháng 8 năm 2001, ông được bổ nhiệm làm Bí thư Khu ủy Khu tự trị Nội Mông Cổ, Bí thư thứ nhất Đảng ủy Quân khu Nội Mông Cổ. Tháng 1 năm 2003, ông được bầu kiêm nhiệm vị trí Chủ nhiệm Ủy ban Thường vụ Đại hội đại biểu nhân dân Khu tự trị Nội Mông Cổ.
Trữ Ba giữ chức Bí thư Khu ủy Khu tự trị Nội Mông Cổ cho đến tháng 11 năm 2009, thay ông ở vị trí này là Hồ Xuân Hoa. Ngày 26 tháng 12 năm 2009, ông được bổ nhiệm làm Phó Chủ nhiệm Ủy ban Tài chính Kinh tế của Quốc hội khóa XI nhiệm kỳ 2008-2013. Tháng 1 năm 2010, ông thôi giữ chức vụ Chủ nhiệm Ủy ban Thường vụ Đại hội đại biểu nhân dân Khu tự trị Nội Mông Cổ, thay ông ở vị trí này là Hồ Xuân Hoa.
Trữ Ba là Ủy viên dự khuyết Ban Chấp hành Trung ương Đảng Cộng sản Trung Quốc khóa XV và Ủy viên Ban Chấp hành Trung ương Đảng Cộng sản Trung Quốc khóa XIV, XVII. Ông cũng là đại biểu Quốc hội khóa VIII (1993-1998), IX (1998-2003), X (2003-2008) và XI (2008-2013).